# Mondo (azienda)
La Mondo S.p.A. è una multinazionale italiana, fondata da Edmondo Stroppiana nel 1948 con sede a Gallo d'Alba e specializzata in pavimentazione sportive e civili e in giocattoli. Dal 1976 è fornitrice ufficiale del Comitato Internazionale Olimpico.
Altre linee di produzione comprendono i palloni Super Tele e Super Santos, le automobiline da collezione Mondo Motors e i giocattoli Mondo Toys.

## Gli inizi
All'inizio è solo una bottega in cui Edmondo Stroppiana (1888-1964) ripara gomme bucate e produce anche un pallone elastico utilizzato in uno sport tipico della zona e chiamato "pallapugno". Si fa aiutare dai due figli maschi al loro ritorno da scuola: Ferruccio, il più grande, ed Elio, di sette anni più giovane. Molte strade sono all'epoca ancora sterrate e il lavoro non manca. Per la colla necessaria per fissare le toppe alle camera d'aria, Ferruccio si reca a Torino dove impara anche come farla mescolando un solvente e resina di pino. Nasce così l'etichetta "Tenax", la colla che padre e figli Stroppiana raccolgono in tubetti e Ferruccio vende in bicicletta nei paesi vicini.

## Lo sviluppo
A metà degli anni Cinquanta è Ferruccio a coinvolgere il padre e il fratello nel realizzare pavimenti di gomma dopo aver visto quelli della Pirelli. Il primo nel 1958 in una palestra di Alba, quindi un'altra palestra a Savona, nel 1961 i padiglioni di Italia 61 a Torino. Dalle palestre ai campi di tennis e di atletica, con Elio trasformato in chimico autodidatta per trovare la formula giusta nelle mescole di gomma. Nel 1976 gli Stroppiana forniscono pavimenti di gomma per le piste atletiche delle Olimpiadi di Montreal e da allora continueranno a farlo per tutte le successive Olimpiadi, da Mosca sino a Parigi 2024. Pavimenti anche per le costruzioni civili, dall'Europarlamento di Strasburgo alla Borsa di Singapore, dalla Biblioteca Vaticana all'ospedale San Raffaele di Milano. sino alle metropolitane di New York e Londra. Producono anche tappetini di gomma per le auto (marchio Elios) e palle e palline di gomma per le aziende, dalla Plasmon alla Ferrero, che le utilizzano come regali per chi compra determinati loro prodotti. Grazie alle licenze Disney e Mattel, realizzano giocattoli in gomma e palloni dedicati. A metà degli anni Settanta l'azienda diversifica anche nella nautica grazie alla passione per le barche di Elio e Ferruccio: nasce così Mondo Marine con cantiere a Savona.

## La crisi
Nel 2012 l'azienda incontra difficoltà economiche e nel maggio 2013 presenta in tribunale la richiesta di concordato in continuità. Occorrono tre anni di ristrutturazione con una diminuzione di un centinaio di dipendenti prima di superare la crisi nel 2017. Oggi la produzione di Mondo è tornata a pieno regime e si suddivide in tre settori: Mondo Sport&Flooring, che si occupa di pavimentazioni sportive e civili; Mondo Toys, che si occupa della produzione di palloni e giocattoli; Artigo, che si occupa del design e della produzione di pavimentazioni ad uso civile, in particolare per il settore dei trasporti.